# Pseudorthocladius clavatosus
Pseudorthocladius clavatosus är en tvåvingeart som beskrevs av Ole Anton Saether och James E. Sublette 1983. Pseudorthocladius clavatosus ingår i släktet Pseudorthocladius och familjen fjädermyggor.
Artens utbredningsområde är South Carolina. Inga underarter finns listade i Catalogue of Life.